# Selysioneura venilia
Selysioneura venilia is een libellensoort uit de familie van de Isostictidae, onderorde juffers (Zygoptera).
De wetenschappelijke naam van de soort is voor het eerst geldig gepubliceerd in 1953 door Lieftinck.